# おじさん構文
おじさん構文（）とは、LINEなどのSNSで使われる中年男性特有の言い回しやメッセージ文のことである。
LINEの場合はおじさんLINEとも呼ばれる。また、中年女性特有のケースではおばさん構文と呼称される。
「おじさん構文」という名称は、2017年4月にTwitterへ投稿された「オジサンになりきろう講座」という中年男性のようなLINEの文章を紹介したツイートに端を発している。同名称における「構文」は、本来の意味とは異なり「文体」を意味する。この新しい用法は「三省堂 辞書を編む人が選ぶ『今年の新語2022』」において、「おじさん構文」を代表とする形で2位に選出されている。

## 特徴

### 文体
おじさん構文は、絵文字の多用、乱用される片仮名や句読点に特徴づけられる。絵文字の多用は、大抵相手と親しくしたいという下心も伴い、読み手に対し相当な不快感を与える。仮に下心を伴っていた際は、「冗談だった」と主張できる余地をつくることで、相手から拒絶され傷付きたくないという自己防衛をみせることもあり、そのバランスの歪さに読み手は嫌悪感を抱くとされる。
絵文字や顔文字、感嘆符や疑問符などの約物が乱用される。また読点の多さが顕著であったり、不自然な位置で用いられる。汗をかいた顔や汗の絵文字や顔文字（😅・💦・σ(^_^;) 等）が頻繁にみられるほか、感嘆符や疑問符は「!」ではなく絵文字の「‼️」「⁉️」などが好まれる。また、文末や文章内の名詞、挨拶などが一部片仮名で表記される。特におばさん構文では誤字が散見される。絵文字・改行の多さ、内容の冗長さなどが相まって若者が非常に読みにくい文章となっている。
相手と親しく会話したいという気持ちから、「チャン」を付けて名前を呼びかける。突如呼び捨てになることもある。また、相手からの強い拒絶やセクハラという訴えに対する予防として「ナンチャッテ」などを文中につけ、「冗談だった」と主張できるようにする。

### 内容
相手と親しくなりたいという欲望があるため、そのほとんどが一方的に距離を縮めようとする内容である。たとえば、上司が部下にSNS上で指示をする際、他意なく不必要な絵文字を使ってしまい結果的におじさん構文となる場合がある。
馴れ馴れしく、時に上から目線な内容。見当違いの内容で褒めるなど、読み手に不快感を与える内容が多い。また、相手との距離を縮めたいがために、一方的にメッセージを連投したり、相手の拒絶に関わらず「愚痴を聞く」などの大義名分のもと会話を仕掛けたり、会おうとしたりする。体裁として日記のような近況報告がある。
文章がきわめて冗長。これはおじさん構文を作る「おじさん」が、普段仕事等で使うメール同様にメッセージを作成するため、一回の送信で要件を済まそうとする意識があることに原因があるとされる。対して「若者」は、LINE等のSNSではスタンプによるコミュニケーションや、「了解」を「り」などと約し短文でコミュニケーションを図る文化があるため、対立が生じる。
キャバクラ、コンセプトカフェ従事者の意見では、おじさん構文において問題視されやすいのは「文体」よりも「内容」である。真夜中のメッセージ送信、「俺の彼女になれ」「おはようとおやすみは必ず入れるように」といった、年上の立場を濫用した強要など、忖度なき振る舞いに嫌悪する若者が多いとされる。若者とのネットワークコミュニケーションには、セクハラ・パワハラに抵触しない礼節を持った基礎的なマナーが求められる。

## 背景
- 読み手である相手視点、特に送信先の女性目線が欠如している。もともと低い自己評価を更に下げることになる自分のコミュニケーション方法・文の内容がどう受け取られるかを想像できていない[1][4][5]。
- 送信先相手の気を引きたい・親しくなりたくて仕方がない[4][5]。
- 若い女性に対する下心がある[1]。
- 距離感を縮めたいが嫌われたくないという繊細さがある[10]。
- 時候の挨拶や近況報告を交えるビジネスメールに慣れ親しんだ中高年と、SNSでのメッセージが日常化した若者世代では文章表現に対する認識の違いがある[10]。
- ガラケーにおけるEメール時代の名残が独特の様式を生んでいるではないかと推測されている[11]。

## 事例
- 2021年9月、元バイトAKBのラーメン店オーナーである梅澤愛優香が、「ラーメン評論家」であるはんつ遠藤から受けたセクハラ等の被害を発表した。はんつはブログにおいて自らの意見を発表したが[12]、その文体、内容がおじさん構文だとして話題になった[13][14]。この騒動について、はんつは梅澤に謝罪しなかった一方で、「こんばんは。おじさん構文です（笑）はんつ遠藤ですwww」などとおじさん構文であることは認めている[12]。

- 2021年11月のゲームマーケットでは『オジサンメッセージ』や『おじさん構文、つくっちゃおうｶﾅ?😁👍』といったおじさん構文を基にした大喜利タイプの同人カードゲームが複数リリースされた[15][16]。同人カードゲームながら、前者は2023年時点において家電量販店のボードゲーム売り場でも流通している[17]。